# Équipe de Guinée équatoriale de football
Cet article traite de l'équipe masculine. Pour l'équipe féminine, voir Équipe de Guinée équatoriale féminine de football.
Maillots
L'équipe de Guinée équatoriale de football est constituée par une sélection des meilleurs joueurs équatoguinéens sous l'égide de la Fédération de Guinée équatoriale de football.

## Histoire

### Coupe d'Afrique des nations 2012
Sélection modeste du concert africain, l'équipe équatoguinéenne fait parler d'elle en 2012 en coorganisant – conjointement avec le Gabon – la 28e édition de la Coupe d'Afrique des nations. Tête de série du groupe A en raison de sa condition de pays hôte, la Guinée Équatoriale créa la surprise en remportant ses deux premiers matches, 1-0 contre la Libye et surtout 2-1 face au Sénégal de Papiss Cissé, Moussa Sow, Demba Ba et Souleymane Diawara, l'un des prétendants à la victoire finale. Qualifiée pour les quarts de finale, elle succomba logiquement face au futur finaliste de la compétition, la Côte d'Ivoire de Didier Drogba, sur un score de 0-3.

### Coupe d'Afrique des nations 2015
L'organisation de cette CAN à domicile fut décidée en catastrophe à la suite du renoncement du royaume du Maroc. Néanmoins, le sélectionneur Andoni Goikoetxea qui avait terminé son contrat en 2014 et l'équipe n'étant pas qualifiée par la voie des qualifications, ne fut pas remplacé. Alors que l'équipe doit participer en tant que pays organisateur, elle ne dispose d'aucun sélectionneur à 13 jours de son premier match, et l'amateurisme de la fédération est flagrant. À 12 jours du coup d'envoi, c'est finalement l'Argentin Esteban Becker, sélectionneur de l'équipe nationale de football féminin qui est nommé, sans perdre son poste en sélection féminine.
Après un début poussif qui a vu les Équatoguinéens enchaîner deux nuls d'affilée (1-1 et 0-0 face au Congo de Claude Le Roy et au Burkina Faso, respectivement), le Nzalang Nacional assura sa place parmi les huit meilleures équipes de la compétition en battant le Gabon deux buts à zéro.
En quarts de finale, la Guinée Équatoriale affronta la Tunisie, vainqueur du groupe B. Menée 0-1 jusqu'à la 93e minute, elle profita d'un pénalty imaginaire, sifflé par l'arbitre mauricien Rajindraparsad Seechurn, pour égaliser par l'intermédiaire de Javier Balboa. Ce dernier doubla la mise d'un somptueux coup franc à la 102e minute donnant la victoire aux siens. Le Nzalang Nacional accédait ainsi pour la première fois en demi-finales d'une Coupe d'Afrique des nations. Opposés au Ghana, les Équatoguinéens ne purent éviter la défaite, s'inclinant 0-3 face à des Black Stars plus expérimentés. Lors de la petite finale, ils furent privés de podium par la RD Congo qui s'imposa dans la séance de tirs au but (0-0 a.p, 4:2 t.a.b). 

## Résultats

### Classement FIFA
| Année              | 1993 | 1994 | 1995 | 1996 | 1997 | 1998 | 1999 | 2000 | 2001 | 2002 | 2003 | 2004 | 2005 | 2006 | 2007 | 2008 | 2009 | 2010 | 2011 | 2012 | 2013 | 2014 | 2015 | 2016 | 2017 | 2018 |
| ------------------ | ---- | ---- | ---- | ---- | ---- | ---- | ---- | ---- | ---- | ---- | ---- | ---- | ---- | ---- | ---- | ---- | ---- | ---- | ---- | ---- | ---- | ---- | ---- | ---- | ---- | ---- |
| Classement mondial | 162  | 175  | 168  |      |      | 195  | 188  | 187  | 190  | 192  | 160  | 171  | 173  | 109  | 85   | 123  | 135  | 165  | 150  | 79   | 108  | 120  | 69   | 114  | 146  | 148  |

### Parcours enCoupe du monde
| Année | Position    |      | Année       | Position |                   | Année | Position |
| 1930  | Non inscrit | 1970 | Non inscrit | 2002     | Tour préliminaire |       |          |
| 1934  | Non inscrit | 1974 | Non inscrit | 2006     | Tour préliminaire |       |          |
| 1938  | Non inscrit | 1978 | Non inscrit | 2010     | Tour préliminaire |       |          |
| 1950  | Non inscrit | 1982 | Non inscrit | 2014     | Tour préliminaire |       |          |
| 1954  | Non inscrit | 1986 | Non inscrit | 2018     | Tour préliminaire |       |          |
| 1958  | Non inscrit | 1990 | Non inscrit | 2022     | Tour préliminaire |       |          |
| 1962  | Non inscrit | 1994 | Non inscrit | 2026     | À venir           |       |          |
| 1966  | Non inscrit | 1998 | Non inscrit |          |                   |       |          |

### Parcours enCoupe d'Afrique des nations de football
| Année | Position    |      | Année             | Position |                     | Année | Position |
| 1957  | Non inscrit | 1982 | Non inscrit       | 2006     | Tour préliminaire   |       |          |
| 1959  | Non inscrit | 1984 | Non inscrit       | 2008     | Tour préliminaire   |       |          |
| 1962  | Non inscrit | 1986 | Non inscrit       | 2010     | Tour préliminaire   |       |          |
| 1963  | Non inscrit | 1988 | Forfait           | 2012     | Quart de finale     |       |          |
| 1965  | Non inscrit | 1990 | Tour préliminaire | 2013     | Tour préliminaire   |       |          |
| 1968  | Non inscrit | 1992 | Non inscrit       | 2015     | Demi-finale (4e)    |       |          |
| 1970  | Non inscrit | 1994 | Non inscrit       | 2017     | Tour préliminaire   |       |          |
| 1972  | Non inscrit | 1996 | Forfait           | 2019     | Tour préliminaire   |       |          |
| 1974  | Non inscrit | 1998 | Non inscrit       | 2021     | Quart de finale     |       |          |
| 1976  | Non inscrit | 2000 | Non inscrit       | 2023     | Huitièmes de finale |       |          |
| 1978  | Non inscrit | 2002 | Non inscrit       | 2025     | À venir             |       |          |
| 1980  | Non inscrit | 2004 | Non inscrit       | 2027     | À venir             |       |          |

### Palmarès
- Coupe de la CEMAC (1) :
  - Vainqueur en 2006.
  - Finaliste en 2009.

## Personnalités
| Rang | Joueur          | Carrière  | Sélections |
| ---- | --------------- | --------- | ---------- |
| 1    | Federico Bikoro | 2013–     | 51         |
| 2    | Basilio Ndong   | 2016-     | 45         |
| 3    | Emilio Nsue     | 2013-     | 44         |
| 4    | Josete          | 2015-     | 43         |
| 4    | Ibán Salvador   | 2015-     | 43         |
| 4    | Pablo Ganet     | 2015-     | 43         |
| 7    | Iván Zarandona  | 2003-2017 | 41         |
| 8    | Juvenal         | 2003-2015 | 40         |
| 8    | Felipe Ovono    | 2011-2019 | 40         |
| 10   | Randy           | 2010-2018 | 38         |

| Rang | Joueur          | Carrière  | Buts |
| ---- | --------------- | --------- | ---- |
| 1    | Emilio Nsue     | 2013-     | 22   |
| 2    | Juvenal         | 2003-2015 | 9    |
| 3    | Ibán Salvador   | 2015-     | 8    |
| 4    | Javier Balboa   | 2007-2017 | 6    |
| 4    | Federico Bikoro | 2013-     | 6    |
| 6    | Pedro Oba       | 2017-     | 5    |
| 6    | Pablo Ganet     | 2015-     | 5    |
| 7    | Randy           | 2010–2018 | 4    |
| 7    | Saúl Coco       | 2017-     | 4    |
| 10   | Josete          | 2015-     | 3    |

## Sélectionneurs
| - Julio Raúl González (1989-1990) - Raúl Rodríguez (-2000) - Juan Carlos Bueriberi Echuaca (2000–200?) - Jesús Martín Dorta (200?–2003) - Óscar Engonga (2003-2004) - Adel Amrouche (2004-2005) - Antônio Dumas (2005–2006) - Quique Setién (2006-2007) - Jordan de Freitas (2007-2008) | - Vicente Engonga (2008-2009) - Carlos Diarte (2009-2010) - Casto Nopo (2010) - Henri Michel (2010-2011) - Casto Nopo (2011-2012) - Gílson Paulo (2012-2013) - Andoni Goikoetxea (2013-2014) - Esteban Becker (2015-2017) - Franck Dumas (2017-juillet 2018) | - Sébastien Migné (2018-2020) - Rodolfo Bodipo (2020-2021) - Juan Micha (depuis 2021) |